# Hyrule
Hyrule (ハイラル, Hairaru) o el Regne d'Hyrule, és la terra de ficció on es desenvolupen la majoria de videojocs de la saga The Legend of Zelda, creada per Shigeru Miyamoto i Nintendo. Hyrule és, amb Ultima, el primer món obert i la seva creació va suposar una de les grans aportacions de Miyamoto al mon dels videojocs.

## Als diferents jocs
La terra d'Hyrule apareix per primer cop a The Legend of Zelda, publicat al Japó el febrer del 1986 per la consola Famicom (la versió japonesa de la NES). El joc explica les aventures del jove heroi Link, que recorre les nou masmorres d'Hyrule amb l'objectiu de reunir els vuit fragments de la Triforce de la Saviesa i rescatar la Princesa Zelda, que ha estat capturada pel King of Evil, anomenat Ganon.
També es desenvolupen a Hyrule les entregues posteriors de la franquícia The Adventure of Link, A Link to the Past, Ocarina of Time, The Wind Waker, Four Swords Adventures, The Minish Cap, Twilight Princess i Phantom Hourglass). A The Wind Waker i Phantom Hourglass Hyrule hi apareix inundat, convertit en el Great Sea, on els cims de les muntanyes més altes de l'antic Regne d'Hyrule han esdevingut illes. La història d'aquesta inundació s'explica a The Wind Waker.
Hyruleno és igual en tots els videojocs, però tot i que canvia parcialment en cada entrega existeixen algunes àrees recurrents: el Camp d'Hyrule, els Lost Woods, el Lake Hylia, la Kakariko's Village, el Hyrule Castle o la Death Mountain.

### Govern d'Hyrule
La família reial d'Hyrule és el màxim govern del país, de la raça Hylian. El King (rei) és qui té el poder en aquesta família, però en molts dels jocs de la franquícia ha estat abatut per Ganon i els seus seguidors, i Zelda, la seva filla, s'ha de convertir en la nova regent d'Hyrule per poder estabilitzar la situació del país. També pertanyen a la família la Queen (reina) -no apareix a cap dels jocs- i el Prince (Princep) -anomenat a Adventure of Link-, que intentar salvar la seva germana Zelda en una de les aventures. La família simpatitza i garanteix la supervivència de totes les races del Regne.

### Creació d'Hyrule
Hyrule va ser creada per les Goodness Din, Nayru i Farore. D'acord amb la llegenda, Din creà la geografia física del regne, Farore tota la flora i fauna i Nayru totes les lleis que governen el món. Un cop les Goodness van completar la seva tasca, es van escapar als cels, deixant amb la seva marxa els tres Triangles Daurats. Als triangles van inserir el seu poder per governar totes les coses, l'anomenada Triforce. La Triforce resideix en un altre Hyrule conegut com el Sacred Realm, que va ser corromput per Ganondorf a l'aventura d'Ocarina of Time quan aquest tocà la relíquia de les Goodness (bondat). Així el transformà en l'Evil Realm (Dark World) on, posteriorment, el King of Evil(rei del mal), Ganon, és tancat diverses vegades en el decurs de la saga The Legend of Zelda.

### Geografia d'Hyrule

#### Localitzacions recurrents

##### Hyrule Field
Hyrule Field, altrament conegut com l'Overworld d'Hyrule. És el terme emprat per anomenar l'àrea que connecta les diferents localitzacions al voltant d'Hyrule. Hyrule Field és essencial per tots els jocs Zelda perquè és on es desenvolupa gairebé tota la jugabilitat fora dels Dungeons. Es troben elements valuosos en forats, sota les roques i en arbusts d'herba que reporten al Link diverses recompenses. També hi ha molts enemics a Hyrule Field i molts també ofereixen recompenses en ser derrotats.

##### Hyrule Castle/Castell d'Hyrule

El Castell d'Hyrule cremant-se durant la Invasió de Zant sobre Hyrule.

El Hyrule Castle és el centre governamental i residència de la Royal Family of Hyrule des d'on governa el país. El Castell canvia durant la saga degut a la destrucció i caos que Ganon estén a Hyrule: en diversos jocs Ganon s'apropia el Castell i el converteix en el seu cau, des d'on governa als seus seguidors per conquerir el món.
El Castell apareix com a tal per primer cop a The Legend of Zelda: A Link to the Past. Està situat al centre del mapa, en aquesta aventura, és l'amagatall del mag Agahnim, que ha conquerit el país sencer i ha assassinat el rei. Al principi del joc Link ha d'infiltrar-se al Castell per un passadís secret situat a la cara est del Dungeon. Més tard, ha d'isolar-se de nou per combatre el despietat Agahnim. El castell té un total de sis pisos, amb un pati i un fossat. Al joc Dark World també hi apareix la Piràmide del Poder, que és l'edifici paral·lel al Castell, on Ganon aconsegueix la Triforce.
A The Legend of Zelda: Ocarina of Time el Hyrule Castle es troba al nord del centre de la planura d'Hyrule, més enllà de la ciutadella. No s'hi pot entrar directament per l'entrada principal. Link ha d'infiltrar-se al castell a través del canal d'aigua sense que els soldats el vegin per trobar al pati a la Princesa Zelda. Més endavant al joc, Ganondorf pren el control del país amb un cop d'estat, destrueix el Castell d'Hyrule i en el seu lloc hi estableix el Ganon’s Castle, la fortalesa des d'on controla el país i l'últim Dungeon del videojoc, amb Ganon com a Boss final.
A l'aventura The Legend of Zelda: The Wind Waker, el Castell d'Hyrule es troba submergit amb l'antiga Hyrule sota el mar de la Great Sea; aquedin-hi després de superar la prova de les Deesses, Godhan. Apareixerà un portal que transportarà Link al món submergit de Hyrule, exactament al Castell (única situació d'Hyrule que es pot visitar en aquest videojoc). Al Castell, es descobreix la verdadera identitat del King of Red Lions, que és el Rei d'Hyrule, Daphness Nohansen Hyrule. També és on es troba la Master Sword.
The Minish Cap presenta al Hyrule Castle sota el control d'en King Daltus, Rei d'Hyrule. El Castell guarda a l'interior el Sactuary de la Ford Sword, lloc on l'heroi escollit ha de dipositar els quatre elements de l'espasa. En aquesta aventura hi apareixen els jardins del Castell, presents en l'escena de l'inici de joc, on Vaati el Wind Mage trenca el pedestal de la Ford Sword i l'espasa, alliberant monstres de les tenebres que controla amb els seus poders màgics. També és als jardins on Vaati converteix a Zelda en pedra. Més endavant en el joc Vaati pren el control del Castell i no s'hi pot accedir, el converteix en el Dark Hyrule Castle (Castell d'Hyrule Tenebrós). Quan Link el derrota el Hyrule Castle tornar a la normalitat.
 Twilight Princess és una aventura només disponible per a les consoles Wii i Nintendo Gamecube i es presenta el Castell d'Hyrule amb dos aspectes diferents. El primer apareix en el Crepuscle, quan Link és capturat com a llop i apareix Midna per salvar-lo. En aquesta part només s'exploren les masmorres, algunes torres (entre elles en la que Zelda està presonera) i el sostre del Castell. Quan desapareix el Crepuscle de la província Lanayru es pot veure el veritable aspecte del Castell sense cap encanteri sobre seu. En aquest cas, s'exploren altres indrets quan Zant gairebé mata Midna i Link li salva la vida portant-la amb Zelda. Cap al final del joc, quan el Castell és sota l'encanteri de Ganondorf, es pot comprovar que el Dungeon té set pisos. Al final, quan Midna utilitza el poder de la foscor per tractar de vèncer a Ganondorf, el castell pateix danys importants.

##### Ganon's Castle

Ganon's Tower en A Link to the Past.

Ganon’s Castle és normalment el Dungeon final dels jocs de la franquícia. Allà es troba i resideix l'antagonista principal i Boss final, Ganon (també conegut com a Ganondorf). Es tracta de l'amagatall de King of Evil, on Ganon administra i controla tot el seu imperi i exèrcit. És l'anomenat Cau del Mal (a Ocarina of Time, era anomenada així). Ganon sempre ha intentat controlar Hyrule i dur a terme els seus plans de conquesta des d'aquest Castell, enviant tot el seu exèrcit per neutralitzar a Link.
El Ganon’s Castle a The Legend of Zelda (1986) (oficialment conegut com el Nivell 9, Death Mountain) és més una clandestina masmorra que un castell, i és accessible a través de la Spectacle Rock (Roca d'Espectacle) a la Death Mountain (Muntanya de la Mort). És el Dungeon més difícil del joc amb molta diferència respecte als altres Dungeon. Si troben els enemics més poderosos del joc en tota la masmorra.
En A Link to the Past, la Ganon’s Tower (Torre de Ganon) és situada sobre sobre la Death Mountain (Muntanya de Mort) al Dark World, que en el Light World (Món de la Llum) seria la Hera’s Tower (Torre d'Hera). La batalla final amb Ganon comença aquí; primer Link lluita amb el seu alter-ego Agahnim, però, després de la defunció d'Agahnim, Ganon abandona a Agahnim, es transforma en rap-penat i volaa a la Pyramid of Power (Piràmide de Poder), on Link lluita i derrota finalment a Ganon.
A Ocarina of Time, el Ganon's Castle reemplaça Hyrule Castle en el futur, després que Ganondorf hagi pres el control del regne. Flota sobre el que sembla un llac de lava. Link no hi pot accedir sense l'ajuda del Sages, que creen un pont d'Arc de Sant Martí que brilla per permetre accés al castell. Dins d'aquest, ha de tractar amb proves (o "barreres") que pertanyen a cada Savia abans d'ingressar a la torre central mateixa. Durant la pujada de la torre, Link tracta amb alguns dels enemics més durs en el joc abans d'arribar a Ganondorf, que llavors lluita amb el malvat i el derrota. Després de la batalla, Ganondorf utilitza els seus poders per col·lapsar el castell, tenint Link que escapar-se amb Zelda. El castell col·lapsa, però Ganondorf sobreviu i transforma en Ganon les ruïnes, però és llavors derrotat una altra vegada per Link i Zelda.
A The Wind Waker, conegut en aquest joc com la Ganon’s Tower, l'amagatall de Ganon està situat a l'Hyrule submarí. No s'hi pot accedir fins que l'Espasa Mestra hagi tornat finalment al seu poder original, així deixant Link treure la barrera que bloqueja el camí. El camí a la Torre de Ganon comença en un pont darrere el Castell d'Hyrule i serpenteja a través d'un canyó, acabant en l'entrada del castell. La Ganon’s Tower a The Wind Waker comparteix algunes característiques des de les versions prèvies dels amagatalls de Ganon, com minimasmorres basades en masmorres prèvies al joc. Hi ha quatre d'aquestes àrees, i al final de cada un, s'ha de combatre una versió en blanc i negre del Boss del Dungeon. Després aprovant aquestes àrees, Link ha d'ingressar a un laberint i sobreviure a una múltiple lluita amb Phantom Ganon, acabant amb la vida del Phantom Ganon permanentment amb un Light Arrow. Després que aquesta secció sigui completa, Link es baralla amb Ganon’s Puppet al pis de la torre, qui apareix en unes quantes formes monstruoses. Després de derrotar a Puppet Ganon, Link redueix la torre i compromet a Ganondorf en un duel d'espases final en la part superior de la torre, a la qual contribueix Zelda. Ganondorf és atacat finalment amb la Master Sword al cap, convertint-lo en pedra.
A Twilight Princess, en comptes del la seva pròpia guarida, Ganondorf resideix al Hyrule Castle al final del joc, que ha patit dany estructural considerable en certes àrees. Els Bulblins han posat cap amunt d'un camp base a l'ala oriental del castell, i Link baralla el líder d'aquests, en King Bulblin, a l'ala occidental. Els ulls d'escala són decrèpits i cada vegada més absents, i apareixen que qualsevol s'ha erosionat o haver decaigut completament, malgrat el fet que hagin d'haver estat intactes últimament, quan era la Família Reial en control. El graveyard del castell està controlada pels Stalfos múltiples i uns altres enemics esquelètics, i els esperits d'uns quants soldats morts es veuen en un espai, així com fora. Quan Link és fora del castell en nivells més baixos, sempre plou i el cel és gris, però quan és al nivell extern més alt, el món sembla haver guanyat vents alts, núvols negres i tempestes que cobreixen l'horitzó i cel. Les estàtues en l'espai més alt també s'han destruït, com Link trobà el cap d'una estàtua gran mentre s'acosta al tron. Ganondorf no ha estat en possessió del castell durant molt de temps, però la influència és ja molt aparent. Notable és també la música del castell - mentre comença com la música de "Hyrule Catle" habitual, es converteix en una mescla de la música del Castell d'Hyrule i de la música del "Castell del Ganon", però quan l'intèrpret progressa, i als escenaris finals, es converteix només en la música de Ganon.

##### Gerudo Valley/Vall Gerudo
La Gerudo Valley o Vall Gerudo és un desert que apareix en The Legend of Zelda: Ocarina of Time i The Legend of Zelda: Twilight Princess. En el primer videojoc, és la localització de la Fortalesa Gerudo (Gerudo Fortress) lloc on habiten les Gerudo, i més enllà d'aquest el Spirit Temple. En Twilight Princess està completament inhabitat, i és el lloc on campant els Bulblin i on es troba el Arbiter's Grounds, on es troba en el Circ del Mirall (Mirror Chamber) l'entrada al Twilight Realm governat per Zant.
En Ocarina of Time, la Vall Gerudo separa les àrides dunes del Desert Èncantat (Haunted Wasteland) amb la pradera d'Hyrule. El desert en si es troba a l'oest d'Hyrule, i més enllà d'aquest s'acaben les fronteres del país d'Hyrule a terres desconegudes mai vistes. El santuari de les guerreres Gerudo, el santuari del Spirit Temple (en català: Temple de l'Esperit) es troba en el Desert Colossus, més enllà del Haunted Wasterland, un desert màgic el transcurs del qual no es pot travessar sense l'ajuda dels Poes (esperits).
A la vall s'hi troba la fortalesa, lloc on habiten i entrenen les Gerudo en les arts de la guerra. Més enllà d'aquest es troba el (Haunted Wasteland), un desert amb fortes tempestes de sorra. Travessat el desert, comença la terra santa per les Gerudo, el Desert Colossus i el Spirit Temple, protegida per les bruixes Gerudo, Twinrova, les mares adoptives de Ganondorf. El Temple de l'Esperit era la base de les operacions d'en Ganon fins que aquest es varà construir la seva pròpia fortalesa set anys després.
A Twilight Princess, les Gerudo abandonaren el desert, però conservà el seu nom, Gerudo Desert. Està completament abandonat, però els Bulblin, unes criatures que estan al servei del Rei del Crepuscle, Zant, s'han instal·lat sobre unes ruïnes i han fundat un campament per protegir l'entrada al Arbiter's Grounds (en català: el Patíbul del Desert). Més enllà de la guarida d'en King Bulblin, s'hi troba el Patíbul. Dit patíbul s'usa en les antiguitats per castigar els pitjors criminals de la terra, entre ells els Twili. També s'hi troba l'artefacte màgic denominat Twilight Mirror, que s'utilitzà per tancar als malvats Twili i al fetiller de l'antiguitat, el mateix Ganondorf per les Sages del Mirror of Twilight. Així començaren els fets del joc en què Ganon intentaria controlar el món d'Hyrule amb l'ajuda de Zant.

##### Kakariko Village / Aldea Kakariko
Kakariko Village (カカリコ村, Kakariko-mura) és un poble pacífic petit que aparegué per primera vegada a Link to the Past, però ha reaparegut de llavors ençà a l'Ocarina of Time, Four Swords Adventure, i Twilight Princess. La situació geogràfica i històrica de Kakariko Village sembla que canviï en cada joc, però reté algunes característiques de signatura a través de tot de les seves aparicions. La seva música de fons comparteix un motiu bàsic (A Link to the Past i Ocarina of Time és la mateixa melodia, mentre que a TwilightPrincess només té citacions breus de la melodia d'obertura, la resta és una recombinació de la música de Dark World), tots els sostres de les cases es pinten familiarment vermells, la ciutat presenta un graveyard característic, i els Cuccos ronden per la ciutat.
En A Link to the Past el protagonista primer visita Kakariko Village, que és cap a l'oest del Castell Hyrule, cap al nord del Desert del Misteri, cap al sud dels Boscos Perduts, i cap al sud-oest de Death Mountain Foothills, on els peus es troba el monjo que treballa en el Santuari. Esperant trobar-se amb el Savi Llista de personatges de Sahasrahla, Link pot preguntar per la celebritat local per tot el poble, encara que els guardes vigilen el poble en la seva cerca (o a la proximitat) per captarLink, acusat de segrest a la Princesa Zelda. La muller suposada de Sahasrahla, tanmateix, informa en Link que l'ancià assenyat ha anat a la regió al voltant de Palau Oriental. Explorar el poble de tota manera és encara profitós; molts són lligats al poble. Més tard en el joc; Link pren el Llibre de Mudora des de la biblioteca al sud del poble, encara que en Link és no exigit que retorni al poble després de la seva visita al Palau Desèrtic fins molt més tard en el joc, és a dir, fins davant del Fang de Sofriment. Això és perquè Linkha de despertar l'ocell atrapat dins de l'aspa de temps al poble tocant la Flauta (que li dona el fill d'un villager en la secció de Bosc Rondada del Món Fosc). Una vegada que aquest ocell es desperta, Link pot utilitzar la Flauta per desplaçar-se al voltant del Món Clar. Kakariko Village és el terç dels vuit llocs d'estatja.
El Poble Kakariko d'Ocarina of Time, és radicalment diferent des del poble de A Link to the Past. Ara situat directament al peu de la Muntanya de Mort, bastant distant des dels Boscos Perduts i l'Haunted Wasteland. Aquest Poble de Kakariko sembla que s'hagi fundat últimament. Varà ser fundat per Impa, la craiada de Zelda, que obria l'anteriorment poble exclusiu de Sheikah als plebeus pobres de Hyrule (presumiblement no prou ric per viure en el Mercat a fora de Castell de Hyrule). Els habitants també afirmen que fa molt de temps, Impa expulsava als Gerudo de l'àrea Kakariko. Dominant el paisatge, es pot veure un molí de vent, que és utilitzat per redactar aigua des del poble, essent la font d'aigua per als vilatans. La llegenda Sheikah diu que Impa segellava un gran mal en el fons del pou. Més tard, quan Link aprèn la Cançó de les Tempestes com a adult, tocant-lo pot explotar el molí de vent, fent-lo assecar el pou. Una altra llegenda diu que un home assenyat amb un ull que podria veure la veritat vivia on el pou està situat ara; així, jugant la Cançó de Tempestes s'obre cap amunt del pou per a l'exploració com a nen per trobar aquesta Lent de la Veritat. Kakariko també posseeix un cementiri. En el Cementiri de Kakariko (Kakariko's Graveyard) es troba el Shadow Temple.
A Twilight Princess, Kakariko Village ha canviat en gran manera des de la seva última aparició. En comptes de tenir herba verda i un superàvit de gent, ha canviat a un desert estèril dins d'un canyó. Tanmateix, a la versió de Game Cube original, encara trobem la localització exacta trobada semblant a la d'Ocarina of Time. Quan Link arriba al poble, els seus habitants han sigut assassinats, o s'han convertit en criatures del Crepuscle, amb les excepcions de Renado, el xaman de poble, la seva filla Luda, i Barnes, el propietari d'una botiga de bombes. Les cases que omplen el camí a Muntanya de Mort són inhabitades, potser a causa de l'atac dels seguidors de Zant. Després que Link salva el líder posseït de la tribu Goron, Darbus, els Goron es rebaixaran al poble i ajudarà Link a arribar a àrees més altes de la vall llançant-lo a l'aire des de les seves esquenes. També es revela a través de la reina Zora, Rutela, que el graveyard del poble és sagrat als Zora, perquè és un lloc de pau per a ells. El graveyard és també on se'n van molts Zoras de sang reial per estar enterrats, i en la versió de GCN, és idèntic ala d'Ocarina of Time, en mida i forma. És important fixar-se que el Poble Ocult pot de fet ser el Poble Kakariko de l'Ocarina of Time; l'indicador, quan traduït a anglès, marca "Old Kakariko", i Impaz, l'únic resident allà, es posava el nom d'Impa. Kakariko Village era originalment fundat pel Sheikah, donant creença a aquesta teoria.

### A l'Ocarina of Time

#### Geografia física
La terra d'Hyrule als temps d'Ocarina és molt diversa. El paisatge està dominat per un gran volcà a la Muntanya de la Mort i aquest és el principal volcà del nord-est del país. A l'oest llunyà es troba un gran desert, fent frontera un gran canyó, conegut com la Vall Gerudo, que enllaça amb un llarg riu que duu cap al Llac Hylia al sud-oest. Cap a l'est del Llac Hylia un gran bosc conegut com els Boscos Perduts. La font més gran d'aigua a Hyrule és el Riu Zora, lloc d'on procedeix tota l'aigua per proveir els habitants de totes les viles i ciutats; per entrar s'ha d'accedir a la Font Zora, fluxos d'aigua que passen per la Ciutat del Castell d'Hyrule, i seguint el curs del riu per la Vall Gerudo, per acabar finalment al Llac Hylia. A part del riu i del llac no es coneix cap zona costanera al joc ni a cap lloc proper.
La resta del país (la part central) és ocupat per planures de verd conegudes com els Camps d'Hyrule amb un turó gran al centre en què es troba el Ranxo Lon Lon. A dita planura si pot accedir a la capital del país, la Ciutat del Castell d'Hyrule, on si pot trobar la residència de la Família Reial, i en dita ciutat el Temple del Temps, l'accés al Regne Sagrat, i en 
conseqüència a la Triforce de les Deesses.

#### Societat
L'activitat humana al món d'Hyrule ha estat una mica limitada. No hi ha cap prova de conreu a les terres d'Hyrule, probablement les seves terres no siguin fèrtils. La part econòmica prové en gran part de l'administració del Castell d'Hyrule, la seva gent es dedica bàsicament a la pesca i el comerç. Diversos col·lectius hi ha al voltant de la Planura d'Hyrule, essent el Castell d'Hyrule la seva capital. Als peus de la Muntanya de la Mort, s'hi pot trobar la Villa Kakariko, antiga residència dels quasi extints Sheikah, i una de les principals poblacions del país. La Muntanya de la Mort és poblada pels tranquils Goron, sempre tan amistosos amb altres races com de costum. Als Dominis Zora, hi habiten els nobles Zora, amb la seva jerarquia reial. Al bosc, concretament Bosc Kokiri hi habiten els nens Kokiri, protegits per l'Arbre Deku. Al Desert Gerudo, o Vall Gerudo, hi habiten les guerreres Gerudo, que tenen una certa fama de lladres.

### A Twilight Princess

#### Geografia física
La terra d'Hyrule als temps i Twilight Princess (princesa del crepuscle) mantenir l'esplendor d’Ocarina i tot i que per defecte la seva geografia fou d'afectada per la invasió del Crepuscle i modelada a aquesta. La terra conservà les seves grans planures i les seves immenses valls. Tot i que les connexions d'aquestes es van veure bloquejades pels Dominis de les Ombres. Hyrule geogràficament es veu dividida en sis regions diferents. La Regió d'Ordona (de Latoan en la versió Pal), l'única que no va caure en el Crepuscle, on es pot trobar l'Aldea d'Ordon i la seva societat campestre.
Després al nord d’Ordona, s'hi pot trobar la Regió de Farone, composta pels seus immensos boscos i la seva gran planura. Més enllà d'aquesta, s'hi trobà la Regió d'Eldin, amb la Muntanya de la Mort, territori dels Goron, i composta per les seves grans dues planures, entre elles una que connecta a l'est (oest en la versió Game Cube) amb la ciutadella, i més al nord-oest (nord-est en Game Cube) amb la Regió de Lanayru. També s'hi torbà la Villa Kakariko. En dita Regió de Lanayru, s'hi poden trobar la capital del país, la Ciutat del Castell d'Hyrule, i al nord del castell, els Dominis Zora. A l'oest del Castell d'Hyrule s'hi pot trobar el Llac de Hylia. A l'est (oest en Game Cube) d'aquest s'hi troba el Desert de Gerudo, totalment inhabitat. Al nord del Desert de Gerudo, s'hi trobà la Muntanya del Cim Nevat.

#### Societat
La Societat és immensament rica a la Regió d'Ordona i la Regió de Lanayru, però molt pobre en les altres. Només cal exceptuar en la Regió d'Eldin els Goron. Això és degut a la invasió provocada pel Tirà de les Ombres, Zant, Rei del Crepuscle, que fusionà Hyrule amb el Twilight Realm. En el transcurs de la conquesta del tirà i per causa del desordre i el caos al Regne, els dimonis del Crepuscle exterminaren sense pietat alguns pobla renys infortunats del país, tal com es pot apreciar a Villa Kakariko, que va quedar pràcticament exterminada. Així, la Societat del país s'ha vist subjugada per la invasió dels Twili, de la que abans Hyrule era rica en societat i en economia. La ciutadella és la principal font econòmica del país, així com la seva principal capital i habitatge dels Hylian, tot i que aquests també habiten en distintes regions com a Ordon. Els Goron com és la seva naturalesa habiten la zona més muntanyosa del país, la Regió d'Eldin, concretament a la Muntanya de la Mort. Els Zora habiten en les zones aquàtiques d'Hyrule, com es pot apreciar, en el Domini Zora, al riu i al Llac d'Hylia.